# Pierre-Barthélémy Portal d'Albarèdes
Pierre-Barthélémy Portal d'Albarèdes, barón Portal, fue un político francés de familia protestante de Guyenne.
Ministro de Marina de 1818 a 1821, devolvió a la marina francesa su antiguo esplendor gracias a una política de impulso de la construcción naval, de multiplicación por diez del armamento y de aumento del presupuesto, lo que dio como resultado una flota de 240 buques en 1822, de los cuales 46 eran navíos y 34 fragatas.

## Biografía

### Proyecto de conquista de Panamá
En 1820, el espía y antiguo Ministro de Policía del Estado Libre de Cartagena de Indias en Colombia, Benoît Chassériau (que se convirtió en el primer diplomático francés en ir a Colombia en 1824), los corsarios Jean-Baptiste Pavageau, Jean-Baptiste de Novion y Louis-Michel Aury, y comerciantes de Kingston, actual capital de Jamaica, tuvieron la idea de conquistar Panamá, entonces todavía posesión española. El objetivo del proyecto era dar a Francia los medios para reforzar y asegurar su comercio en esta parte del mundo. Consultado extraoficialmente, Pierre-Barthélémy Portal d'Albarèdes, entonces Ministro de Marina y Colonias, declinó su audaz oferta.

### Carrera
Armador, Pierre-Barthélémy Portal fundó en 1789 una sociedad de importación y exportación con el nombre de Portal, Larroder et Cie.
Fue miembro del Consejo de Comercio (1801) y de la Cámara de Comercio de Burdeos en el momento de su creación (1803). Fue Ministro de Marina y Colonias (diciembre de 1818 - diciembre de 1821). También fue juez del tribunal de comercio, alcalde de Burdeos y diputado del comercio bordelés para reclamar la devolución de las mercancías incautadas por los barcos americanos. Nombrado maître des requêtes por Napoleón en 1811, luego restituido a este cargo por Luis XVIII, se convirtió en diputado por Tarn-et-Garonne y barón hereditario por cartas patentes en 1818. Fue regente del banco de Burdeos. Fue nombrado barón heredero por cartas de 1821.

## Efigies
El Museo de Bellas Artes de Burdeos conserva un busto de Portal, obra del escultor Dominique Fortuné Maggesi.
La biblioteca jurídica de la Universidad de Burdeos recibió en legado la mayor parte de su biblioteca jurídica.
Otro busto y un retrato pintado del barón se encuentran también en el castillo de Urtubie, en el País Vasco.
Era hermano de Paul Portal, Presidente de la Cámara de Comercio de Burdeos. Su nieto, el conde Stanislas d'Escayrac Lauture, explorador francés, escribió interesantes relatos de sus viajes.

## Distinciones
- Orden Nacional de la Legión de Honor, 31 de octubre de 1828.